# Sleaford Mods
Sleaford Mods — англійський пост-панк-дует, створений у 2007 році в Ноттінгемі. Група складається з вокаліста Джейсона Вільямсона та музиканта Ендрю Фірна, який приєднався до них у 2012 році. Вони відомі своїм абразивним, мінімалістичним музичним стилем та гіркими дослідженнями життя в Британії часів стримування, культури та робітничого класу, які виконуються на східномідлендському акценті Вільямсона.

## Музичний стиль
Sleaford Mods описують свою роботу як «електронні мінімалістичні панк-хоп резонанси для робочого класу». Вільямсон відповідає за слова, Фірн — за музику. Пісні описують такі теми, як безробіття, сучасне робітниче життя, знаменитості та поп-культура, капіталізм та суспільство загалом. Тексти зазвичай містять ненормативну лексику.
У вокалі Вільямсона присутня техніка шпрехгезангу, що римується зі сходомідлендським діалектом. Вільямсон зазначив впливи, включаючи мод-субкультуру, Wu-Tang Clan, Stone Roses, Nas, Red Snapper, Trim, Two Lone Swordsmen, рейв та блек-метал.

## Дискографія

### Студійні альбоми
- 2007 — «Sleaford Mods»
- 2007 — «The Mekon»
- 2009 — «The Originator»
- 2011 — «S.P.E.C.T.R.E.»
- 2012 — «Wank»
- 2013 — «Austerity Dogs»
- 2014 — «Divide and Exit»
- 2015 — «Key Markets»
- 2017 — «English Tapas»
- 2019 — «Eton Alive»
- 2021 — «Spare Ribs»
- 2023 — «UK Grim»